# Den gamle Majors Ungdomskærlighed
Den gamle Majors Ungdomskærlighed er en dansk stum komediefilm fra 1913 produceret af Nordisk Films Kompagni og instrueret af Axel Breidahl efter manuskript af Carl Fritsch. Filmens hovedroller spilles af Maja Bjerre-Lind og Oscar Stribolt.
Filmen havde dansk premiere den 28. august 1913 i Biograf-Theatret i København og blev i tysktalende lande distribueret som Verblühte Jugend, i engelsktalende lande som Faded Beauties og i fransktalende lande som Cruelle deception. 

## Handling
Den gamle major Kurt von Stauffenberg bor som inkarneret ungkarl langt ude på landet, hvor han passer sin have og sine blomster. Inde i byen i en stor villa bor hans ungdomskærlighed enkefru Margarete von Tedlitz. Hun er en håndfast kvinde, der skælder og smælder på alt og alle, men hun savner en mand at regere med. Hun skriver et brev til sin ungdomskæreste, og fortæller, at hun nu er enke, og at han skal komme til hende. Majoren modtager brevet og beslutter at rejse til Margarete, men han vil overraske hende ved at komme uanmeldt. Da han ankommer, ser han en kvinde, der skælder ud på en havekarl med sprogets mest ekscentriske gloser, og majoren antager, at det er et overordnet tjenestetyende. Han går videre og ser datteren i huset. Han tror, at det er Margarete og frier til hende. Datter bringer majoren ud af hans vildfarelse, og det går op for majoren, at hans ungdomskæreste er den kvinde, som han så, da han ankom. Han skynder sig straks ned mod det første tog tilbage til sin landlige idyl. 
Margarete von Tedlitz har dog hørt, at majoren har været forbi for at besøge hende og hun vil forsøge at finde ham. Hun finder ham i ventesalen på togstationen, hvor han tager sig en lur. Hun kigger nærmere på ham og konstaterer, at han ikke er blevet kønnere med årene. Han er blevet tyk og snorker helt ukristeligt. Hun trækker sig tilbage til enkestanden og majoren tager tilbage til sine rosentræer.

## Medvirkende
- Maja Bjerre-Lind - Fru Margarete von Tedlitz
- Oscar Stribolt - Major Kurt von Stauffenberg, ungkarl
- Alma Hinding
- Holger Syndergaard
- Oluf Billesborg
- Aage Henvig
- Ingeborg Jensen
- Ebba Lorentzen
- Vera Esbøll
- Agnes Andersen
- Emilie Otterdahl
- Paula Ruff
- Christian Lange
- Birger von Cotta-Schønberg
- Franz Skondrup